# Leptoiulus atticus
Leptoiulus atticus är en mångfotingart som beskrevs av Pius Strasser 1970. Leptoiulus atticus ingår i släktet Leptoiulus och familjen kejsardubbelfotingar. Inga underarter finns listade i Catalogue of Life.